# Palazzo della Cassa di Risparmio (Parma)
Il palazzo della Cassa di Risparmio è un edificio dalle forme neorinascimentali, situato sullo spigolo sud-ovest della centralissima piazza Garibaldi a Parma, in adiacenza alla neoclassica chiesa di San Pietro Apostolo.

## Storia
La Cassa di Risparmi Parmense iniziò la sua attività nel 1860 nel Palazzo Tarasconi di strada Farini a Parma, ma ben presto necessitò di spazi più ampi; per questo nel 1869 acquistò alcuni antichi edifici che sorgevano sullo spigolo sud-ovest dell'attuale piazza Garibaldi, ove spostò la propria sede.
Nel 1875 furono intrapresi i primi lavori di trasformazione e decorazione della struttura, con la realizzazione, da parte dello scenografo Girolamo Magnani, della prima Sala del Consiglio, affacciata su strada dell'Università.
Nel 1912 il consiglio di amministrazione incaricò gli architetti milanesi Luigi Broggi e Cesare Nava della completa ristrutturazione dell'edificio, con l'intenzione iniziale di mantenere integri, oltre alla Sala del Consiglio, i muri perimetrali per non compromettere la continuità dell'attività bancaria. L'anno seguente furono avviati i lavori, ma le fondazioni si rivelarono troppo deboli per sostenere le nuove sovrastrutture e fu necessario abbattere quasi totalmente l'antico edificio per ricostruirlo ex novo; gli sportelli e gli uffici furono trasferiti temporaneamente all'interno del Ridotto del Teatro Regio, fino al 1915, quando il palazzo fu completato. La nuova Sala del Consiglio, più ampia della precedente, che tuttavia fu risparmiata dall'abbattimento, fu decorata ed arredata dal pittore Amedeo Bocchi, che portò quasi completamente a termine i lavori nel 1916.
Durante la seconda guerra mondiale l'edificio fu utilizzato quale sede del Partito Nazionale Fascista.
Nel 1956 gli interni del palazzo furono restaurati per adeguarli alle nuove esigenze, con il rifacimento delle pavimentazioni, degli ascensori, degli arredi e degli impianti e la contestuale decorazione di numerosi ambienti in stile neoclassico, ad opera dello scultore Carlo Corvi.
Nel 1965 la Camera di commercio di Parma, con sede in strada Cavestro sull'altro lato rispetto alla banca, si spostò nell'attuale struttura di via Verdi, vendendo alla Cassa di Risparmio il palazzo, che fu restaurato e collegato con una galleria sospesa al vicino edificio.
Nel 2002 furono avviati altri lavori che interessarono il piano terreno del palazzo, ove fu restaurato il salone a doppia altezza e fu recuperato l'antico pavimento marmoreo su progetto dell'architetto Lucio Pizzetti.

## Descrizione

Facciata

Il palazzo si sviluppa su una pianta pressoché rettangolare, occupando una superficie di circa 1500 m².
Il prospetto principale verso la piazza è suddiviso in due corpi principali, a causa dei piani regolatori che all'epoca della ricostruzione impedirono un'estensione della fronte maggiore di 14 m; il tronco adiacente alla chiesa di San Pietro Martire aggetta di alcuni metri rispetto al resto della struttura, pur conservando le stesse caratteristiche stilistiche neorinascimentali dell'intero palazzo.
Tutti i prospetti dell'edificio, intonacati nel colore bianco, sono caratterizzati dalle eleganti decorazioni classiche, che arricchiscono soprattutto l'avancorpo verso la piazza, dominato dalla balconata balaustrata del primo piano, che si estende sulle tre arcate dell'antico ingresso; tutte le finestre sono inquadrate da cornici, timpanate al primo livello. La struttura si articola su vari piani, di altezze differenti nelle varie porzioni del palazzo, ricoperto inoltre da alcune zone terrazzate.
Gli interni sono contraddistinti dalla ricchezza dei materiali, in prevalenza marmi, che ornano in particolare il grande salone del piano terreno, con colonnati e decori classici; il monumentale scalone d'ingresso è dominato da una targa bronzea incentrata sul tema del risparmio, realizzata da Carlo Corvi per celebrare il centenario della fondazione dell'istituto bancario.
Molti ambienti sono inoltre arricchiti da importanti arredi d'antiquariato acquistati negli anni e soprattutto da opere d'arte, tra cui numerose stampe antiche, carte geografiche e piante di città, oltre ad alcuni affreschi staccati, originariamente collocati all'interno del distrutto oratorio di San Giovanni in Capo di Ponte; è inoltre conservata una collezione di quadri, realizzati dagli artisti Giovanni Lanfranco, Ilario Spolverini, Prospero Fontana, Cristoforo Caselli detto "il Temperello", Donnino Pozzi, Erminio Fanti, Enrico Sartori, Giovanni Gaibazzi, Amos Nattini, Renato Vernizzi, Atanasio Soldati, Nando Negri, Latino Barilli, Carlo Mattioli, Bruno Zoni e vari altri.

### Sala Magnani
Al primo piano si affaccia su strada dell'Università la prima Sala del Consiglio, realizzata in stile neoclassico nel 1875 dallo scenografo Girolamo Magnani.
Le pareti sono decorate con un ricchissimo ciclo di affreschi con cornici a motivi floreali, che inquadrano chiaroscuri incentrati sul tema del Risparmio; la volta, suddivisa in quattro spicchi da analoghi contorni e fasce, rappresenta invece le Quattro stagioni.

### Sala Bocchi
Al primo piano sorge la grande Sala del Consiglio, considerata una delle opere più pregevoli dell'artista Amedeo Bocchi.

#### Storia
L'ambiente fu progettato in stile déco nel 1914, mentre i lavori furono completati dopo la prima guerra mondiale, benché quasi terminati nel 1916; il pittore non si limitò a dipingere gli affreschi sulle pareti, ma si interessò anche dell'arredamento, del pavimento, della vetrata sul soffitto e dell'illuminazione, eseguendo uno dei pochi ambienti ideati e realizzati da un unico artista d'epoca liberty in Italia.
Nel 1938, su insistenza del governo fascista, il direttore generale della Cassa di Risparmio acconsentì al restauro della sala da parte dello scultore Pietro Canonica, che, oltre ad aggiungere le sculture del re Vittorio Emanuele III e del duce Benito Mussolini, ricoprì con intonaci ed una tela grigia gli affreschi di Bocchi ed eliminò le lampade di illuminazione, per sostituirle con quattro fiaccole collocate negli spigoli dell'ambiente.
Nel 1974 l'amministrazione della Cassa di Risparmio decise di ripristinare la decorazione déco, contattando l'anziano artista Amedeo Bocchi, che restaurò gratuitamente l'intera sala riportandola all'assetto originario.

#### Decorazione
La sala, di forma rettangolare, è caratterizzata dall'uniformità stilistica, che mescola alcuni tratti del liberty all'art déco, ispirandosi soprattutto alla secessione viennese e a Gustav Klimt.
La descrizione dell'ambiente è fornita dalla Memoria per la Sala Bocchi alla Cassa di Risparmio, scritta dall'artista stesso alcuni anni dopo la realizzazione.
Tre pareti sono decorate con affreschi, mentre la quarta presenta alcune finestre; di fronte a queste ultime, il lato lungo è suddiviso simmetricamente in tre parti di ampiezza differente da alcune lesene; nello spazio centrale, più largo, campeggia al di sopra di un mobile in legno la grande raffigurazione del Risparmio: su uno sfondo argenteo, la Cassa è allegoricamente rappresentata in posizione baricentrica come un fiume d'oro, da cui emerge la Speranza, che con il braccio destro teso richiama il Popolo, che accorre recando i propri risparmi per incrementare la corrente aurea.
Sulla parete a destra, campeggia fra due porte l'affresco della Protezione: la Cassa è allegoricamente rappresentata da una grande ala, che racchiude i lavoratori, le donne ed i bambini, mentre al centro emerge un uomo in piedi, che regge nelle mani le luci del Pensiero.
Sulla parete a sinistra, simmetricamente al precedente è presente l'affresco della Ricchezza: su uno sfondo dorato con spighe in rilievo, tre donne alate spargono fiori, allegorici dei doni di Dio che dispensa ogni bene.
Il soffitto, che appare a quota elevata grazie ad una serie di piccole controsoffittature, è dominato da una vetrata a motivi floreali, retroilluminata. Esattamente al di sotto di quest'ultima è collocato un grande tavolo rettangolare con sedie coordinate, in legno chiaro con intarsi neri, che riprendono il motivo decorativo degli altri mobili, delle porte ed anche del pavimento, anch'esso realizzato in legno su disegno dell'artista. Nell'ambiente sono inoltre collocate alcune coppe e sculture in argento, sbalzate in stile liberty da Renato Brozzi secondo le indicazioni di Amedeo Bocchi.